# 丹普
丹普是德国石勒苏益格－荷尔斯泰因州的一个市镇。总面积13.81平方公里，总人口1550人，其中男性752人，女性798人（2011年12月31日），人口密度112人/平方公里。